# くだらないの中に
「くだらないの中に」（くだらないのなかに）は、星野源の1作目のシングル。2011年3月2日にdaisyworld/SPEEDSTAR RECORDSよりリリース。

## 概要
星野自身のソロとして初のシングル。
ソロアルバム「ばかのうた」発売から9ヶ月振りのリリース。
初回限定盤には特典としてDVDが付属。

## 収録曲

### CD
（全作詞・作曲・編曲：星野源、ホーンアレンジ：横山裕章、星野源）
1. くだらないの中に [4:19]
  - この曲について星野は「初めて正面から書いたラブソング」「『愛してる』と言わないで、そういう気持ちを伝えられたらいいなって、ずっと思ってはいました。」と話している[1]。
2. 歌を歌うときは [2:31]
3. 湯気 [2:55]
4. ブランコ（House ver.） [4:45]
5. くせのうた（House ver.） [4:46]
  - アルバム「ばかのうた」に収録されている同名曲の宅録バージョン。

### 初回限定盤DVD
『くだらないの中身』 
演出：山岸聖太 計70分
- Music Video：「くだらないの中に」「くせのうた」
- 1stアルバム『ばかのうた』ドキュメンタリー「ばかのうたをつくる」完全版収録
- Documentary：Recording & Music Video メイキングなど
- 星野源とスタッフたちによるオーディオコメンタリー収録

## 参加ミュージシャン
- 星野源：Vocal, Guitars, Handclap
- 伊藤大地：Drums, Handclap
- 伊賀航：Bass, Handclap
- 横山裕章：Piano, Handclap
- 川上鉄平：Trumpet（#1）
- 滝本尚史：Trombone（#1）
- 武嶋聡：Clarinet（#1）
- 庄司知世：Horn（#1）